# Veronika Arendt-Rojahn
Veronika Arendt-Rojahn (* 7. August 1946 in Berlin; † 4. Januar 2025 ebenda) war eine deutsche Rechtsanwältin mit Schwerpunkt auf dem Migrationsrecht und Notarin. Von 1992 bis 2000 war sie Richterin am Verfassungsgerichtshof des Landes Berlin.

## Beruflicher Werdegang
Arendt-Rojahn begann 1966 ein Jura-Studium, wurde 1972 Referendarin und bestand 1975 das zweite juristische Staatsexamen. In demselben Jahr wurde sie als Rechtsanwältin zugelassen. 1986 machte sie sich selbstständig. Sie war als Rechtsberaterin der Freien Wohlfahrtsverbände und des UNHCR tätig.
Auf Vorschlag der Bündnis 90/Die Grünen Berlin wurde Arendt-Rojahn 1992 als Richterin in den neu gegründeten Verfassungsgerichtshof des Landes Berlin gewählt, dem sie bis 2000 angehörte. Der Wahl waren Schwierigkeiten wegen des CDU-Anspruchs, insgesamt fünf der neun Verfassungsrichter zu stellen, vorausgegangen. Sie war engagiert für Bürgerrechte, insbesondere im Flüchtlingsrecht, und wurde dafür mit dem Werner-Holfort-Preis geehrt. Es gab eine Zusammenarbeit mit dem Berliner Flüchtlingsrat.

## Auszeichnungen
- 1995: Werner-Holtfort-Preis für ihr Engagement für Bürgerrechte und Flüchtlinge[1][6]
- 2007: Ehrenzeichen des Deutschen Anwaltverein (DAV), Netsuke[7]

## Schriften
- Rückkehr nach Afghanistan: unter welchen Umständen können Flüchtlinge zurückkehren? Bericht über eine Untersuchung in Afghanistan im Zeitraum März/April 2005 vom Juni 2005. Hrsg. vom Informationsverbund Asyl und der Stiftung Pro Asyl. Pro Asyl, Frankfurt am Main 2005, DNB 981871283 (24 S.).
- mit Heinrich Freckmann und Victor Pfaff: Bericht zur Lage in Afghanistan. Ergebnisse einer Untersuchung in Pakistan und Afghanistan vom 1. bis 18. September 1996 (= Freie Wohlfahrtspflege für Flüchtlinge. Zentrale Dokumentationsstelle [Hrsg.]: ZDWF-Schriftenreihe. Nr. 68). ZDWF, Bonn 1997, ISBN 978-3-931565-26-8 (46 S.).
- mit Heinrich Freckmann und Victor Pfaff: "Anderweitige Sicherheit vor Verfolgung" für afghanische und iranische Flüchtlinge in Pakistan? Ein Bericht über eine Reise nach Pakistan vom 6.–16. Februar 1988 (= Freie Wohlfahrtspflege für Flüchtlinge. Zentrale Dokumentationsstelle [Hrsg.]: ZDWF-Schriftenreihe. Nr. 26). ZDWF, Bonn 1988, DNB 891327371 (33 S.).
- Verfassungsgerichtliche Bewertung der Rechtsprechung des Bundesverwaltungsgerichts zur politischen Verfolgung der Tamilen in Sri Lanka (= Freie Wohlfahrtspflege für Flüchtlinge. Zentrale Dokumentationsstelle [Hrsg.]: ZDWF-Schriftenreihe. Nr. 13). ZDWF, Bonn 1986, DNB 891327363 (42 S.).
- als Herausgeberin: Ausgeliefert: Cemal Altun u. a. (= rororo. Nr. 5358). Rowohlt Verlag, Reinbek bei Hamburg 1983, ISBN 978-3-499-15358-7 (184 S.).
- mit Michael Tscherch: Die Praxis der Berufsverbote und die Karlsruher Entscheidung. In: Kritische Justiz, Jahrgang 8 (1975), Heft 4, S. 380–391